# ستانلي صموئيل
ستانلي صموئيل (10 مارس 1986 بيتالينغ جايا ماليزيا - ) هو لاعب كرة قدم ماليزي يلعب كمهاجم. كانت آخر مباراة لعبها مع كوالالمبور ومثّل منتخب ماليزيا.كما لعب في الهند وخضع لتجارب مع النادي الإندونيسي

## وصلات خارجية
- ستانلي صموئيل على موقع Soccerway.com (الإنجليزية)